# Pahlavuní
Els Pahlavuní (en armeni Պահլավունի) van ser una família armènia de nakharark de segon ordre que tenien possessions al districte de Nig. Eren una branca dels Camsaracans. Van tenir importància durant el govern dels Bagratuní, al segle x
Cap a l'any 975 governava al Nig el nakharar Gregori I Pahlavuní al que va seguir Vahram I que governava als voltants del 995, i després Hasan, potser el 1010.
Asoci IV Qadj va preparar el 1021 un atemptat contra el rei però el seu lloctinent, el nakharar Apirat Pahlavuní, quan anava a portar-lo a terme, va tenir pietat del rei caigut en un parany i el va alliberar. Apirat, home de confiança d'Asoci, es va haver de retirar a Dvin amb l'emir xaddàdida Abul Uswar de Dvin i Gandja, que algun temps després el va fer matar (els seus fills Abdeljahap i Vasaces van ser salvats pell lloctinent Sari i portats a Aní on el rei els va tornar els feus hereditaris del pare al districte de Nig). Vasaces va ser nomenat gran sparapet (general en cap de l'exèrcit).
Poc temps després Armènia va patir l'atac dels dailemites o musafírides, i el gran sparapet Vasaces Pahlavuní (fill d'Apirat) i el seu fill Gregori (més tard conegut com a Gregori Magistros) els van fer front al districte de Nig. El pare, avançat amb poques forces, va escapar ferit de la lluita. Va ser mort per un malefactor quan descansava de camí a les seves línies.
Vahram II Pahlavuní, en una inscripció seva de l'any 1029 a l'Abadia de Marinasen, es qualificat com "de la raça dels Pahlavides i de la família de Gregori l'Il·luminador" Els Camsaracans i els gregòrides reclamaven ser descendents de dues diferents cases iranianes, els primers de la dels Karin-Pahlav i els segons de la dels Suren-Pahlav, si bé la inscripció no pot ser agafada com a garantia absoluta i més tenint en compte que els Camsaracans per via femenina si que descendien de Gregori: el darrer mascle gregòrida, sant Isaac, va casar la seva filla i hereva amb el príncep Mamiconi, Hamazaspes Mamiconi; el seu fill va ser Vardanes II pare de Susana de Gogarene i de Susanik, l'esposa d'Aršawir, príncep Camsaracà.
Després de l'abdicació de Gaguik II d'Aní, Gregori II Pahlavuní que era Magister i dux de Mesopotàmia, va seguir el mateix camí i va cedir els seus drets a l'emperador Constantí IX, passant a l'exili a territori romà d'Orient, on la descendència es va perpetuar a través de la filla de Gregori II, portant el cognom Pahlavuní. Tres branques de la família van sobreviure a Geòrgia i dues a Rússia. Gregori Magistros Pahlavuní va rebre molts títols i era molt apreciat a la cort romana d'Orient. També va tenir certa rellevància el seu oncle Vahram II i el fill d'aquest, Gregori Pahlavuní. El fill de Gregori Magistros, Vahram, va ser elegit el 1065 patriarca d'Armènia sota el nom de Gregori II.
Els Pahlavides georgians van formar les cases de Palavandišvili i de Mxargrjeli (els Zacàrides). El patronímic dinàstic de la primera casa, quan es combina amb la seva migració, el 1184, a Geòrgia des d'Aní que era el centre del regne armeni on els Pahlavides van deixar moltes construccions i inscripcions, deixen poc de dubte que la seva tradició genealògica es referia a la descendència gregoriana. El fet que els Pahlavides no destaquessin expressament aquesta tradició podria mostrar, que la reclamació era més una memòria vaga que una fabricació intencionada. Pel que fa als Mxargrjelis, el seu reclam medieval era ser descendents d'Artaxerxes Longimanus, d'on el seu cognom (mxargrjel = longimanus). Aquesta afirmació equival a una reclamació d'origen arsàcida, ja que els arsàcides tradicionalment es consideren a si mateix com una branca dels aquemènides. Això és confirmat per la inscripció, datada el 1061, a l'abadia de la família Mxargrjeli de Sinahin pel 'Príncep de Prínceps Sapuh, fill de Gorbaniel de la Casa dels Pahlavides i dels arsàcides'. Sapuh era només una generació anterior al primer ancestre autenticat dels Mxargrejelis. El Mxargrjeli es van subdividir en tres branques: Argutinskij-Dolgorukij Pavlenov i Magalov).
Les dues cases de l'Imperi rus dites pahlavunides són les de Palavandov i Amirejibi.